# Livsmedelslagen
Livsmedelslagen (2006:804) är en svensk lag som reglerar livsmedel och livsmedelstillsyn. Lagen är ett komplement till de EU-förordningar som berör (bland annat) produktion, hantering, och märkning av livsmedel. Den nuvarande Livsmedelslagen trädde i kraft 1 juli 2006 och ersatte då 1971 års livsmedelslag. Enligt lagen räknas även dricksvatten, snus, snusliknande produkter (även kallat vitt snus), och tuggtobak som livsmedel.